# Diadromus heteroneurus
Diadromus heteroneurus là một loài tò vò trong họ Ichneumonidae.